# Inland Forts
Die Inland Forts sind eine Reihe von Berggipfeln zwischen dem Northwest Mountain und dem Saint Pauls Mountain in der Asgard Range im ostantarktischen Viktorialand. Zu diesen Gipfeln zählt unter anderen Mattox Bastion.
Entdeckt und deskriptiv benannt wurden die Gipfel durch Teilnehmer der britischen Discovery-Expedition (1901–1904).